# Zdeslav Vrdoljak
Zdeslav Vrdoljak, né le 15 mars 1971 à Split, est un joueur de water-polo croate.

## Carrière
Zdeslav Vrdoljak obtient avec l'équipe de Croatie de water-polo masculin la médaille d'argent aux Jeux olympiques d'été de 1996 à Atlanta ainsi que le titre aux Championnats du monde en 2007. 